# Ommatius dolon
Ommatius dolon är en tvåvingeart som beskrevs av H. Oldroyd 1972. Ommatius dolon ingår i släktet Ommatius och familjen rovflugor. Inga underarter finns listade i Catalogue of Life.